# 中河低線鱲
中河低線鱲（学名：Barilius mesopotamicus）为輻鰭魚綱鯉形目鲤科的一個種，分布於亞洲底格里斯河及幼發拉底河流域，體長可達4.9公分，棲息在中底層水域。

## 扩展阅读
維基物種上的相關：中河低線鱲